# غاسبارو كايرانو
كان غاسبارو كايرانو، والمعروف أيضًا بغاسبارو دا كايرانو، ودي كيرانو، ودا ميلانو، وكويرانو، وأسماء أخرى (وُلد في ميلانو أو بيفي ديل كايرو أو كايرات قبل عام 1489- وتوفي في بريشا قبل 1517) نحاتًا إيطاليًا من عصر النهضة.
ظهر الفنان في 1489 بصفته جزءًا من العالم الثقافي الميلاني، وبدأ مسيرة ناجحة حولته إلى أحد رواد فن النحت في عصر النهضة في بريشا، وميز نفسه بأعمال لها أهمية ثقافية مثل دائرة القياصرة لقصر لودجيا في بريشا، وكذلك ضريح مارتينيغرو. قدم ذوقًا كلاسيكيًا قويًا وتعبيريًا للغاية، على عكس الزخرفات الدقيقة الموجودة حتى الآن. في خلال العقد الأول من القرن السادس عشر، تمكن غاسبارو من كسب زبائن عامين وخاصين كانوا يبحثون عن ترجمة اعتزازهم بسبب انحدارهم التاريخي المزعوم من روما القديمة إلى حجارة.
بعد وفاته، ضاعت سمعة غاسبارو في النسيان بسبب النقد الدنيوي السلبي. لم تُبنَ شخصيته الفنية المعقدة وكتالوج أعماله ثانية حتى نهاية القرن العشرين، وذلك بفضل الدراسات النقدية المستهدفة التي سمحت لأول مرة بتحليل شامل وإعادة اكتشاف لأعماله.

## سيرته
لا يُعرف شيء عن غاسبارو كايرانو قبل 1489. لم يُعثر على معلومات بخصوص تاريخ ومكان ولادته، وتعليمه، أو الظروف التي أودت به إلى بريشا. لا يقدم لقب دا ميلانو، الذي يُذكر به في المصادر، بأي حال، حقيقة حتمية لأصله لأنه قد يشير إلى المدينة كما قد يشير الدوقية أو الأبرشية. لكن المرجع العام يتوافق مع الأساس الثقافي لعمله الفني. يمكن إجراء بعض التخمينات حول لقب كايرانو، لا سيما أنه يقود المرء إلى التفكير بكايرات في مقاطعة فيريسي، والذي اختصر حتى يومنا هذا إلى كايرا في اللهجة المحلية.

## حياته المهنية

### سانتا ماريا دي ميراكولي
يرجع أول عمل موثق لكايرانو إلى 24 ديسمبر 1489 عندما كُلف بتنصيب دائرة من اثني عشر تمثالًا للرسل في القبة الأولى لكنيسة سانتا ماريا دي ميراكولي ببريشا. تزامن نصب دائرة كايرانو مع نصب تاماغنينو للملائكة الاثني عشر في القسم السفلي من القبة.
عمومًا، كانت كل المنحوتات الحجرية التي وضعت في سانتا ماريا دي ميراكولي في القرن التالي لدائرة الرسل محصورة بالجزء الداخلي من البناء، وكانت من عمل كايرانو وشركائه. ثمة احتمال أن هذا الحصر كان نتيجة مواجهة بين كايرانو وتاماغنينو. في الوقت الذي كان كايرانو يعمل فيه على رسله، كان تاماغنينو نحاتًا أوسع احترامًسع احترامجينينو نحات فيه على رسله كايرانو وتاماجينينوا وتفوقه واضح في الجودة الفنية والتقنية لملائكته، وإن كان لمجرد حداثتهم النسبية عقب النمط الكلاسيكي الجديد لأنتونيو ريزو. من المرجح بالتالي أن دعمًا محليًا ما مكن كايرانو من اختراق معقل تاماغنينو في بريشا، على الرغم من التأخر النسبي للأول بصفته فنانًا. من ناحية أخرى، لم يبدع تاماغنينو إلا خمسة أعمال أخرى ضمن الكنيسة، وتلقى أجرًا لكامل مجموعة أعماله أقل مما تلقاه كايرانو عن رسله. عقب هذه الهزيمة، ترك تاماغنينو موقع الكنيسة في بريشا ولم يعد إليها إلا بعد انقضاء عقد.

### أحجار الأساس لكاتدرائية دومو القديمة
بدأ فن كايرانو ومسيرته بالتصاعد السريع بعد عدة تفويضات أخرى للعمل داخل حرم سانتا ماريا دي ميراكولي. في 16 نوفمبر 1941، تلقى أجر حجري أساس لخزنة كاتدرائية دومو القديمة، والتي كانت تُبنى تحت رعاية برناردينو دا مارتينيغرو. مُنح كاريانو تفويضًا وحيدًا بمنحوتات تصويرية في المبنى الجديد. بعد عامين، في 1493، بدأ كايرانو بالعمل في فناء قصر لودجيا.
من الواضح أن تفجرًا حدث بين الالتزامات والتفويضات المتداخلة، العامة والكنسية، والتي كان الكثير منها أهم من عمله الأول في سانتا ماريا دي ميراكولي. في الحقيقة، توقف العمل في تلك الكنيسة في الوقت نفسه تقريبًا. لم يعد النحات إليها إلا لإجراء أعمال عرضية في السنوات التالية حتى نهاية القرن، لكن إجمالًا، توقف العمل حتى منتصف القرن السادس عشر.

### منحوتات قصر ديلا لودجيا
في 30 أغسطس 1496، أوكلت إلى كايرانو مهمة زخرفة الجزء الخارجي من قصر ديلا لودجيا بتسليمه خمسة تماثيل نصفية لبداية دائرة من ثلاثين قيصرًا، والتي صارت لاحقًا ضمن أفضل إنجازات حياته المهنية. يمكن تتبع إنتاج هذه التماثيل النصفية عمومًا إلى تجديد معاصر لفن رسم الأشخاص القديم. في أقدم التماثيل النصفية، أي تلك التي تواجه الساحة العامة، ثمة تشابهات مع صورة بارتولوميو كوليوني في النصب التذكاري لأندريا ديل فيروتشينو في البندقية، بالإضافة إلى استحضار لدمية أنطونيوس بيوس وصورة لنيرون، جميعها كانت صورًا مشهورة آنذاك وأُعيد إحياؤها هنا في ثلاثة أبعاد.
تظهر قفزة واضحة في الجودة هنا، بالمقارنة مع رسل كنيسة سانتا ماريا دي ميراكولي التي نُحتت قبل بضع سنوات فقط. ليست دائرة القياصرة أكبر حجمًا فقط، بل فيها تحسن نوعي ملحوظ على الإنتاجات السابقة. وجود هؤلاء القياصرة في واجهة اللودجيا في بريشا شهادة على قفزة تصويرية ومعمارية، وتعبير كامل عن الفن الكلاسيكي الذي ارتفع من التجارب السابقة في ميراكولي. صار كايرانو، عبر إبداعه دائرة القياصرة والزخرفة المعمارية اللاحقة لقصر لودجيا، مُرتكَز التفويضات، عامةً أم خاصة، للبريشيين التواقين إلى إظهار انحدارهم من روما القديمة وركوب موجة عصر النهضة المحلي.
نحو عام 1497، بينما ما يزال يعمل على القياصرة، طور كايرانو أيضًا خمسة أحجار أساس لرواق قصر لودجيا، تمثل القديس أبولو والقديس فوستينو والقديس جيوفيتا والعدالة والقدر. بين عامي 1499 و1500، سلم كأسين ضخمين ليوضعا في الترتيب الأعلى للقصر، بينما بين عامي 1493 و1505، شارك في إنجاز بروتوم ليونين، وعواصم، وشمعدانات، وأفاريز للترتيب الأعلى نفسه. إن اهتمام الفنان بمهنته وإنتاجاته واضح، وقد أثر بصورة عامة على جميع أعمال النحت الزخرفية التي صُنعت في القصر في ذلك الوقت.
قاطعت عودة تاماغنينو بين 1499 و1500 تركيز كايرانو على القياصرة لفترة وجيزة فقط. ومن المرجح أن تاماغنينو، استنادًا إلى أعماله الشهيرة في كيرتوسا دي بافيا، تلقى تفويضًا بستة قياصرة مختلفين ومنحوتات أخرى. لكن في مشهد فني أخذ كايرانو يحتكره احتكارًا متزايدًا، كايرانو الذي قطع شوطًا طويلًا من تعبيره الساذج في الرسل، لم يحظَ تاماغنينو بكثير من الاهتمام، وأهانه الاستقبال البارد، وغادر بريشا وربما لم يعُد أبدًا.